# Wielkie Drogi

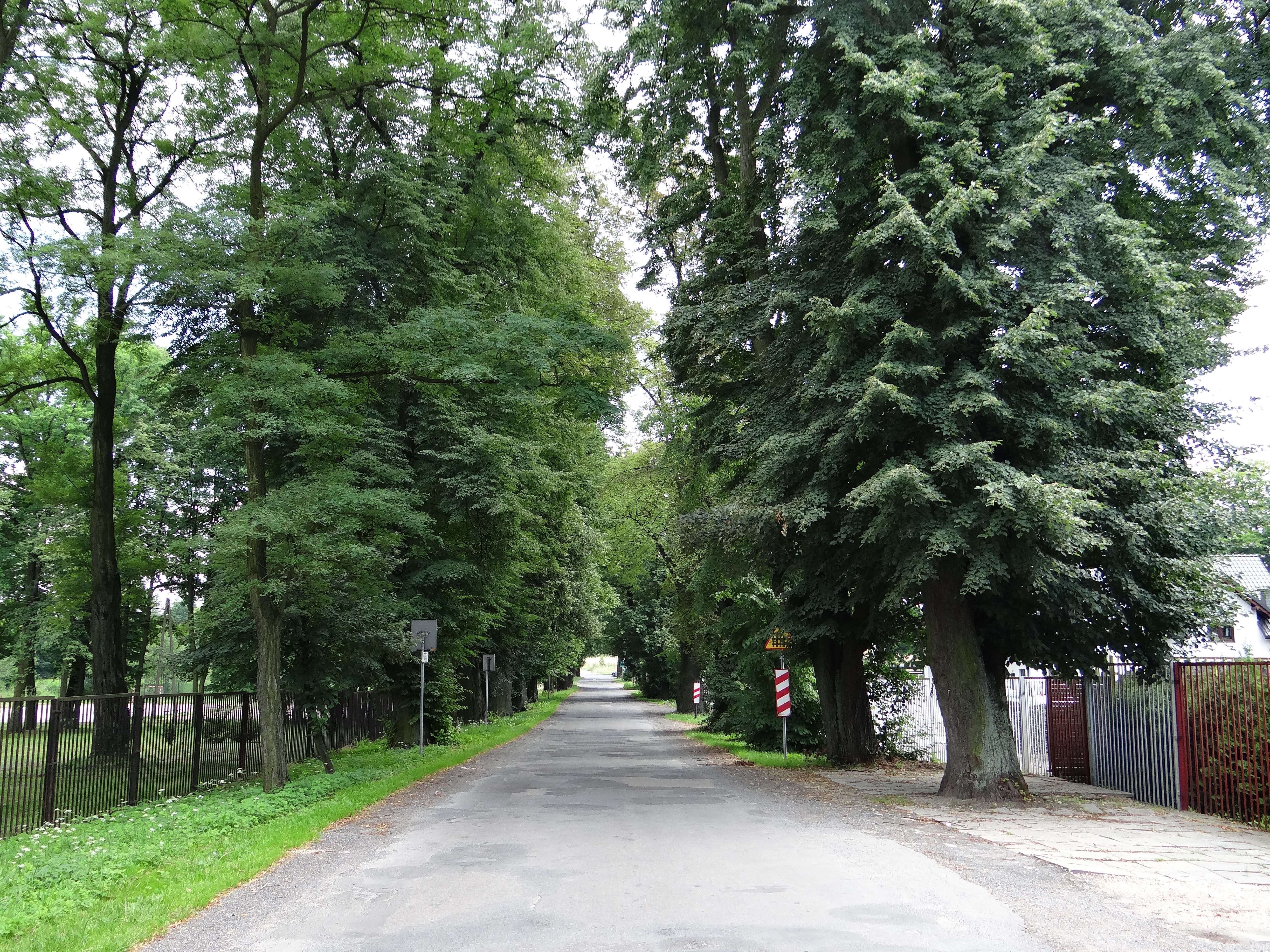
Allee in Wielkie Drogi

Wielkie Drogi ist eine Ortschaft mit einem Schulzenamt der Gemeinde Skawina im Powiat Krakowski der Woiwodschaft Kleinpolen in Polen.

## Geographie
Der Ort liegt am Bach Sosnówka (örtlich Wielkodroska Rzeka).
Die Nachbarorte sind Pozowice im Norden, Facimiech im Nordosten, Paszkówka und Sosnowice im Süden sowie Jaśkowice im Westen.
Weiler: Chałupy, Kanowskie, Koło Gościńca, Nowina, Trzebol (im Südwesten), Zagrody (im Osten), Zawalina.

## Geschichte
Die ältere Siedlung innerhalb des heutigen Dorfes war Trzebol, heute nur ein Weiler von Wielkie Drogi. Im 13. Jahrhundert war Trzebol eines der ältesten und wichtigsten Dörfer in der Umgebung. Das Dorf gehörte damals zum so genannten Radwanitenkorridor. Die Dörfer in diesem Korridor wurden im Dokument aus dem Jahre 1274 allgemein Trebol genannt. Der Radwanitenkorridor gehörte zu Polen und verband das Herzogtum Auschwitz, die Lehnsherrschaft des Königreichs Böhmen, im Westen mit seiner Exklave im Osten.
Im Jahre 1356 gehörte Trzebol zu Janusz Radwańcewicz, dann zu Jakub Radwan. Im 15. Jahrhundert entwickelte sich langsam nebenan die Siedlung na wielkich drogach (auf großen Wegen). Frühestens im 16. Jahrhundert wurde sie größer als Trzebol.
Bei der Ersten Teilung Polens kam Wielkie Drogi 1772 zum neuen Königreich Galizien und Lodomerien des habsburgischen Kaiserreichs (ab 1804).
1918, nach dem Ende des Ersten Weltkriegs und dem Zusammenbruch der k.u.k. Monarchie, kam Wielkie Drogi zu Polen. Unterbrochen wurde dies nur durch die Besetzung Polens durch die Wehrmacht im Zweiten Weltkrieg. Es gehörte dann zum Generalgouvernement.
Von 1975 bis 1998 gehörte Wielkie Drogi zur Woiwodschaft Krakau.

## Verkehr
Durch Wielkie Drogi verläuft die Staatsstraße DK 44, die Gliwice durch Oświęcim mit Kraków verbindet.